# سلام صبح بخیر

سلام صبح بخیر عنوان برنامه تلویزیونی به تهیه‌کنندگی ابوالفضل صفری است که از سال ۱۳۹۸ روی آنتن شبکه سه رفته است. برنامه رادیویی آن نیز به گویندگی و طراحی جواد آتش‌افروز و گزارشگری محمود شهریاری و نویسندگی (صادق عبداللهی) بود که از سال ۱۳۶۱ تا ۱۳۶۸، صبح‌ها از رادیو ایران پخش می‌گردید.  این برنامه به لحاظ اجرا و ساختار حرف‌های نویی برای شنونده داشت، به همین علت موفق شد محبوبیت زیادی کسب کند. سلام صبح بخیر حدود ۱۴ درصد مخاطب داشت. یکی از اهداف اجتماعی این برنامه طرح مشکلات مردم مثلاً ترافیک، حمل و نقل و ... بود.

## توضیحات
این برنامه رادیویی که در بحبوحه موشک‌باران و بمباران تهران و بسیاری از شهرهای ایران که ناشی از شدّت جنگ ایران و عراق(جنگ شهرها) بود، به صورت زنده پخش می‌شد و آتش افروز به عنوان مجری برنامه، با لحنی خاص و ریتمی تند، مردم را به زندگی و امید و آرامش دعوت می‌نمود که در نوع خود، برنامه جدید و خاصّی در فضای رسانه‌ای آن سال‌های ایران بود.
جواد آتش‌افروز دربارهٔ این برنامه می‌گوید: «اگر الان این برنامه از آرشیو پیدا کنید و گوش بدهید، متوجه می‌شوید از برنامه‌های امروزی مدرن‌تر است. ریتم، فضا، تنوع موضوع و... نشان می‌دهد تا چه میزان برای مردم جذاب بود و مخاطبان آن را دوست داشتند. می‌توان گفت اولین برنامه رادیویی بود که فضای محاوره‌ای، خودمانی و راحت داشت و در نوع خودش چه قبل و چه بعد از انقلاب در رادیو تازه بود. این برنامه ریتم خوبی داشت. به دلیل علاقه‌ای که به کار داشتم تمام انرژی و حس و حالم را برای کار می‌گذاشتم و برای همین در میان مردم هم محبوب شد.»
محمد علی ابطحی مدیر وقت رادیو در بخشی از خاطرات خود از مدیریت رادیو در دهه 60، به روزهایی اشاره کرده است که برنامه معروف «سلام صبح بخیر» آغاز به‌کار کرد: «یکی از برنامه هایی که در زمان مدیریت من بر رادیو ایران آغاز شد، سلام صبح بخیر بود. تا آن موقع رسم بود که رادیو تلویزیون خیلی بهداشتی جز خوبی در جامعه نبیند. حتی در مسایل اجتماعی هم جز خوبی نمی شد چیزی دید. درمشهد که مدیر برنامه های رادیو تلویزیون بودم، جوان شادابی بنام جواد آتش افروز در آنجا بود که با کمک نویسندگان توانایی از جمله مرحوم احمد خرسند و حسن معین برنامه ای داشتند بنام سلام صبح بخیر. کار اصلی و متفاوتشان پخش تلفن های مردم بود که مشکلات شهری را می گفتند. ساعت ۷ تا ۷ و نیم صبح. زنده اجرا می شد ولی تلفن هایش از قبل کنترل می شد. در اواخر سال ۶۲ که تازه به تغییرات در رادیو مشغول شده بودم، یک روز در قم اصغر پور محمدی را دیدم که از قبل انقلاب با خودش و خانواده هامان با هم آشنا بودند. از او دعوت کردم به رادیو بیاید. پذیرفت وآمد. حکم مدیریت گروه  اجتماعی را برایش زدم. چون بر اساس سیستم و ضوابط رادیو هر برنامه ای باید ذیل یک گروهی تعریف می شد. از اولین روزها بحث انتقال برنامه سلام صبح بخیر به شبکه سراسری را مطرح کردم. چند تا مشکل وجود داشت. در سطح ملی و در ایام جنگ و رادیوی پرشنونده، طرح مشکلات فردی بسیار غیر قابل پذیرش به نظر می رسید. نکته دیگر وجود گویندگان سابقه دار در رادیو بودند که با آوردن یک فرد از شهرستان و سپردن برنامه به وی مخالف بودند.دل به دریا زدم. از آتش افروز و تیمش خواستم به تهران بیاید. کارمند آموزش و پرورش بود. با نامه نگاری در عالیترین سطح بین آقای محمد هاشمی و آقای اکرمی وزیر وقت آموزش و پرورش به تلویزیون انتقال یافت و در اردیبهشت سال ۱۳۶۳ برنامه سلام صبح بخیر در شبکه سراسری ساعت ۷/۵ تا ۸ شروع به پخش کرد. روزهای اولیه خیلی سخت بود. استقبال مردمی وسیع ولی مسئولان کشوری با نگرانی به آن برخورد می کردند. در شهر سلام صبح بخیر یک اتفاق بود و تظلم خواهی. برنامه ریتم مشخصی داشت. هر روز موضوعی انتخاب می شد و محور برنامه بود. تلفن ها هم در لابلای برنامه پخش می شد. علاوه بر تلفن، در سطح شهر گزارشگر هایی بودند که از مردم گزارش میگرفتند و آنها را آماده می کردند و روزهای بعد پخش می شد و یا با بی سیم به رادیو میفرستادند. در ابتدا آقایان غفاری و سنجری بیشتر گزارش می گرفتند تا آقای شهریاری هم به این جمع پیوست. فرهاد خسروی، عبداللهی و سعید نعمتی از جمله نویسندگان سلام صبح بخیر بودند. چند ماهی از شروع برنامه که گذشت، وزرا حساسیت نشان دادند. مرتب به نخست وزیر و رئیس جمهور چقلی می کردند. آن ایام هم زیر سایه امام خمینی همه مسئولان در یک جبهه محسوب می شدند و به دلیل گرایشهای سیاسی - مثل آن چه که این روزها عادت شده است، حرمت مسئولان زیر سؤال نمی رفت و سیستم تبلیغی که مورد قبول بیشتر مردم بود، به خود اجازه نمی داد که حرمت شکنی کند. اما ما خیلی زود باور پیدا کرده بودیم که انتقاد غیر تخریب است.سلام صبح بخیر تبدیل به یک نیاز روزانه شده بود. مسئولان آن را پذیرفتند. روزهای پنجشنبه به طور ثابت شهردار تهران مهمان برنامه بود. از آن مهمتر اینکه کم کم روز سیاستمداران با سلام صبح بخیر آغاز می شد. در این اواخر آقای دکتر حبیبی به عنوان معاون اول دولت کارگزاران به اعضای دولت رسما بخشنامه کرد و خبر آن را هم منتشر نمود که مسئولان همه باید در اول صبح برنامه سلام صبح بخیر را گوش کنند و روابط عمومی ها موظف باشند که پاسخگوی سلام صبح بخیر باشند. حتی یک روزی را سلام صبح بخیر به عنوان روز محیط زیست اعلام کرده بود که شرحش را بعدا خواهم گفت، از دفتر ریاست جمهوری وقت، آیت الله خامنه ای تماس گرفتند که به دلیل اهمیت این روز ایشان می خواهند در برنامه سلام صبح بخیر پیام بدهند که ضبط و پخش شد. خیلی از اتفاقات عادی این سالها مسیر سختی را طی کرده تا به اینجا رسیده است.»
محمود شهریاری هم که گزارشگر این برنامه بود، با ارائه سبک خاصی از گزارشگری، در موفقّیت این برنامه نقش زیادی داشت.

## نسخه تلویزیونی
برنامه تلویزیونی آن نیز در اردیبهشت ۱۳۹۸ از شبکه سه سیما روی آنتن رفت و همچنان در حال پخش است. از شناخته‌ شده‌ترین مجریان برنامه میتوان به ژیلا صادقی، عبدالله روا و نجمه جودکی اشاره کرد.